# フォーティンゴールのイチイ
フォーティンゴールのイチイ（Fortingall Yew）は、スコットランド・パースシャーのフォーティンゴール村の教会敷地内にあるヨーロッパイチイの古木。最近の専門家の見立てによると、その樹齢は1,500年〜3,000年であり、イギリスで最古の木かもしれない。

## 樹齢
専門家の見立てによると樹齢は2,000年〜3,000年だが、それは古代ローマ時代にあった教会の敷地の名残であって実際は1,500年程度の可能性もある。他に5,000年という者もいるが、この木に対して最近行われた調査では若くても2,000年程度らしいという結果が出ている。いずれにせよこの木はヨーロッパで最も古い木の一つであり、イギリスで最も古い木である可能性がある。

## 木

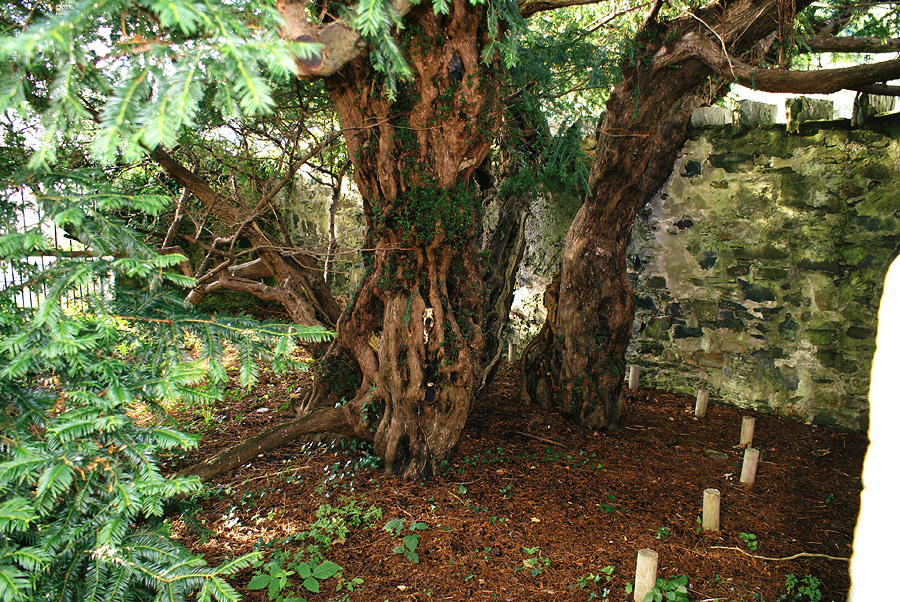
幹のひとつ

この木が文献に現れるのは1769年で、その時は幹の胴回りは16メートルあった。かつては一本の木（樹高は不明）だったが、幹がいくつかに割れて小さな木が何本かまとまっているような姿になり、本体の樹齢を明らかにできる中央の心材は無くなっている。これはかつての心材が自然に朽ちたためであり、1770年の時点で中心部の割れ目は地面の高さまで達していた。これ以外の点では、木は今でも健康であり、今後何世紀も生きると見られる。1833年には「飲み物コップなどを作るために、大きな枝が切り落とされ、幹からも大きな塊が切り出された」と記されている。1785年には木を保護するため低い塀が立てられたが、まだ容易にその姿を見られた。この木は雄株だが、2015年にエディンバラの王立植物園の科学者は、樹冠の外縁部分の小さな枝のひとつが性転換して一房の液果を実らせたと報告した ― これは針葉樹で稀に起こることであり、何らかのストレスが原因とも見られている。この種子は研究用に保存され、イチイの遺伝的多様性を維持するために使われるであろう。
エディンバラの王立植物園はこの木の一部を切り出して、1マイルの長さの生垣の一部にする予定である。この「イチイを保存するための生垣計画」は、全世界でヨーロッパイチイが伐採や病気に脅かされていることを受け、イギリスの古い植物標本のうち、ヨーロッパイチイの遺伝子を保存するのが目的である。

## 歴史
フォーティンゴールのすぐ外れにあるこの一帯は、青銅器時代の墳丘墓である Càrn na Marbh など、様々な先史時代の考古学遺跡がある。地名と考古学的形跡は、フォーティンゴールに鉄器時代の祭儀の中心地があったことをほのめかしており、それはこの木を崇拝対象にしていたのかもしれない。暗黒時代にここに教会が建てられたが、この木はもう十分生長しており、既にそこが神聖な場所となっていたのかもしれない。1804年の記録によると、昔「村の子供たち」が「ベルタン祭の火を木の根にくべて」この木を傷つけたという。
『リズモア司祭の書』を著したジェームズ・マグレガー師は16世紀にこの教会の司祭を務めた。

## 伝説
地元の伝説によると、イエス・キリストを裁いたピラトはこの木の陰で生まれ、子供の頃にそこで遊んだという。